# Alexandre Stuart (duc de Rothesay)
Pour les articles homonymes, voir Alexandre Stuart et Stuart.
Titre
Duc de Rothesay
16 octobre 1430 – 16 octobre 1430
Alexandre Stuart (16 octobre 1430 – 16 octobre 1430), duc de Rothesay, fut héritier présomptif au trône d'Écosse.
Il était le cinquième enfant, mais premier fils de Jacques Ier d'Écosse et de Jeanne Beaufort. Il avait un frère jumeau, Jacques.
Le titre de duc de Rothesay est attribué aux héritiers présomptifs du trône d'Écosse, il reçoit donc ce titre à sa naissance. Alexandre meurt le jour même, et son frère jumeau devient Jacques II d'Écosse en 1437. Les jumeaux sont nés au palais de Holyrood, à Édimbourg.